# Zemendorf-Stöttera
Zemendorf-Stöttera ist eine Gemeinde mit 1290 Einwohnern (Stand 1. Jänner 2024) im Burgenland im Bezirk Mattersburg in Österreich.
Der ungarische Ortsname der Gemeinde ist Zemenye-Selegd.

## Geografie

### Geografische Lage
Die Gemeinde Zemendorf-Stöttera liegt in der Wulkaebene. Die Siedlungsgebiete der Gemeinde gliedern sich in die zusammengewachsenen Ortschaften Stöttera und Zemendorf, diese liegen an der Wulka wenige Kilometer nordöstlich von Mattersburg, sowie den Kirchweiler Kleinfrauenhaid.

### Gemeindegliederung
Das Gemeindegebiet umfasst folgende zwei Ortschaften und gleichnamige Katastralgemeinden (Einwohner Stand 1. Jänner 2024):
- Stöttera (543)
- Zemendorf (747)

### Nachbargemeinden
| Krensdorf   | Zillingtal (EU)                             | Hirm     |
| Pöttelsdorf | Kompassrose, die auf Nachbargemeinden zeigt | Antau    |
| Marz        | Rohrbach bei Mattersburg                    | Draßburg |

## Geschichte

Zemendorf und Stöttera (Mitte unten) um 1873 (Aufnahmeblatt der Landesaufnahme)

Der Grabhügel „Hexenhügel“ stammt aus der Hallstattzeit und belegt die frühe Besiedlung des Ortes.
Vor Christi Geburt war das Gebiet Teil des keltischen Königreiches Noricum und gehörte zur Umgebung der keltischen Höhensiedlung Burg auf dem Schwarzenbacher Burgberg. Auf den Feldern zwischen Stöttera und Kleinfrauenhaid befand sich ein keltisches Dorf.
Später unter den Römern lagen die heutigen Orte Stöttera und Zemendorf dann in der Provinz Pannonia. Aus dieser Zeit stammt eine Fußbodenheizung, die bei Renovierungsarbeiten in einem Keller entdeckt wurde.
Ein mittelalterlicher Silbermünzschatz aus Zemendorf mit Geldstücken aus den Jahren 1191 bis 1233 ist im Burgenländischen Landesarchiv ausgestellt.
Der Ort gehörte wie das gesamte Burgenland bis 1920/21 zu Ungarn (Deutsch-Westungarn). Seit 1898 musste aufgrund der Magyarisierungspolitik der Regierung in Budapest der ungarische Ortsname Zemenye-Selegd verwendet werden.
Nach Ende des Ersten Weltkriegs wurde Deutsch-Westungarn in den Verträgen von St. Germain und Trianon 1919 Österreich zugesprochen. Der Ort gehört seit 1921 zum neu gegründeten Bundesland Burgenland (siehe auch Geschichte des Burgenlandes).
Der Ortsteil Stöttera hieß bis 1926 Stöttern.
Die vordem selbständigen Gemeinden Zemendorf und Stöttera fassten 1938 den Beschluss eine gemeinsame Volksschule zu errichten. Im Jahr 1939 erfolgte die Zusammenlegung zur Gemeinde Zemendorf-Stöttera. Für den Bau der Volksschule wurde das Gemeindehaus von Stöttera verkauft. Zu den ersten Wiederaufbaumaßnahmen nach dem Zweiten Weltkrieg zählten die Instandsetzung der Brücken und die Renovierung der Kirche. In den folgenden Jahren wurden Güterwege ausgebaut.
1971 kam es zur Zusammenlegung der Gemeinde Zemendorf-Stöttera mit der Gemeinde Pöttelsdorf zur neuen Gemeinde Pöttelsdorf. 1991 wurde die Großgemeinde wieder aufgelöst. Die Gemeinde Zemendorf-Stöttera blieb eigenständig, mit dem Sitz der Verwaltung in Zemendorf.

### Bevölkerungsentwicklung
Seit 1991 nimmt die Bevölkerungszahl trotz einer negativen Geburtenbilanz zu, da die Zuwanderungsrate steigt.

## Kultur und Sehenswürdigkeiten

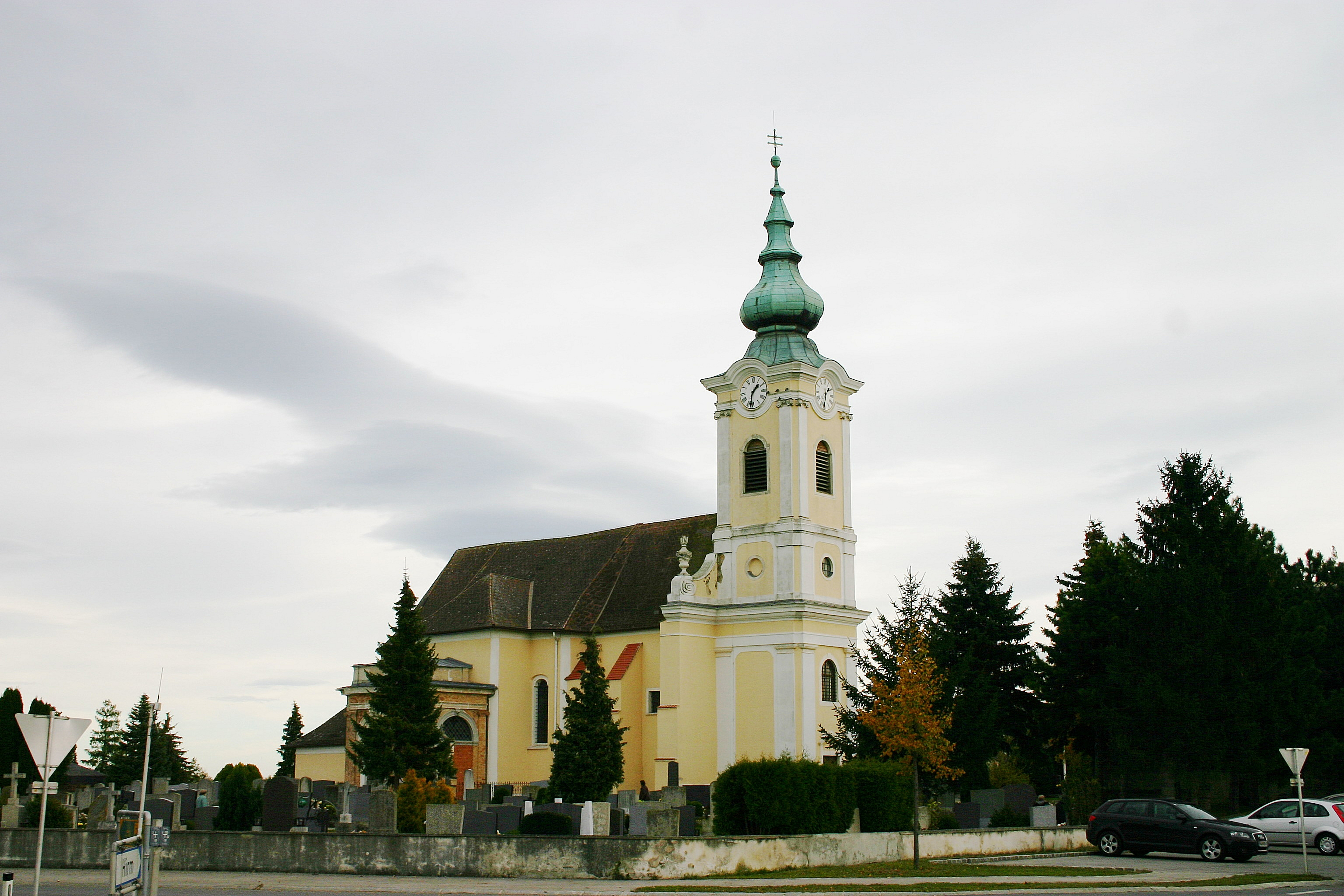
Pfarrkirche im Ortsteil Kleinfrauenhaid

- Katholische Pfarr- und Wallfahrtskirche Mariä Himmelfahrt in Kleinfrauenhaid
- Filialkirche zum Heiligen Michael in Zemendorf

## Politik

### Gemeinderat
Der Gemeinderat umfasst aufgrund der Einwohnerzahl insgesamt 19 Mitglieder.
| Partei          | 2022             | 2022             | 2022             | 2017             | 2017             | 2017             | 2012    | 2012    | 2012    | 2007             | 2007             | 2007             | 2002    | 2002    | 2002    | 1997    | 1997    | 1997    |
| Partei          | Sti.             | %                | M.               | Sti.             | %                | M.               | Sti.    | %       | M.      | Sti.             | %                | M.               | Sti.    | %       | M.      | Sti.    | %       | M.      |
| --------------- | ---------------- | ---------------- | ---------------- | ---------------- | ---------------- | ---------------- | ------- | ------- | ------- | ---------------- | ---------------- | ---------------- | ------- | ------- | ------- | ------- | ------- | ------- |
| ÖVP             | 546              | 63,31            | 12               | 506              | 61,41            | 12               | 499     | 58,29   | 11      | 475              | 56,48            | 11               | 474     | 55,57   | 11      | 402     | 50,82   | 8       |
| SPÖ             | 303              | 35,69            | 7                | 318              | 38,59            | 7                | 343     | 40,07   | 8       | 366              | 43,52            | 8                | 322     | 37,75   | 7       | 307     | 38,81   | 6       |
| FPÖ             | nicht kandidiert | nicht kandidiert | nicht kandidiert | nicht kandidiert | nicht kandidiert | nicht kandidiert | 14      | 1,64    | 0       | nicht kandidiert | nicht kandidiert | nicht kandidiert | 57      | 6,68    | 1       | 82      | 10,37   | 1       |
| Wahlberechtigte | 1145             | 1145             | 1145             | 1059             | 1059             | 1059             | 1063    | 1063    | 1063    | 1040             | 1040             | 1040             | 1018    | 1018    | 1018    | 962     | 962     | 962     |
| Wahlbeteiligung | 80,79 %          | 80,79 %          | 80,79 %          | 86,65 %          | 86,65 %          | 86,65 %          | 89,93 % | 89,93 % | 89,93 % | 88,37 %          | 88,37 %          | 88,37 %          | 89,69 % | 89,69 % | 89,69 % | 91,79 % | 91,79 % | 91,79 % |

### Gemeindevorstand

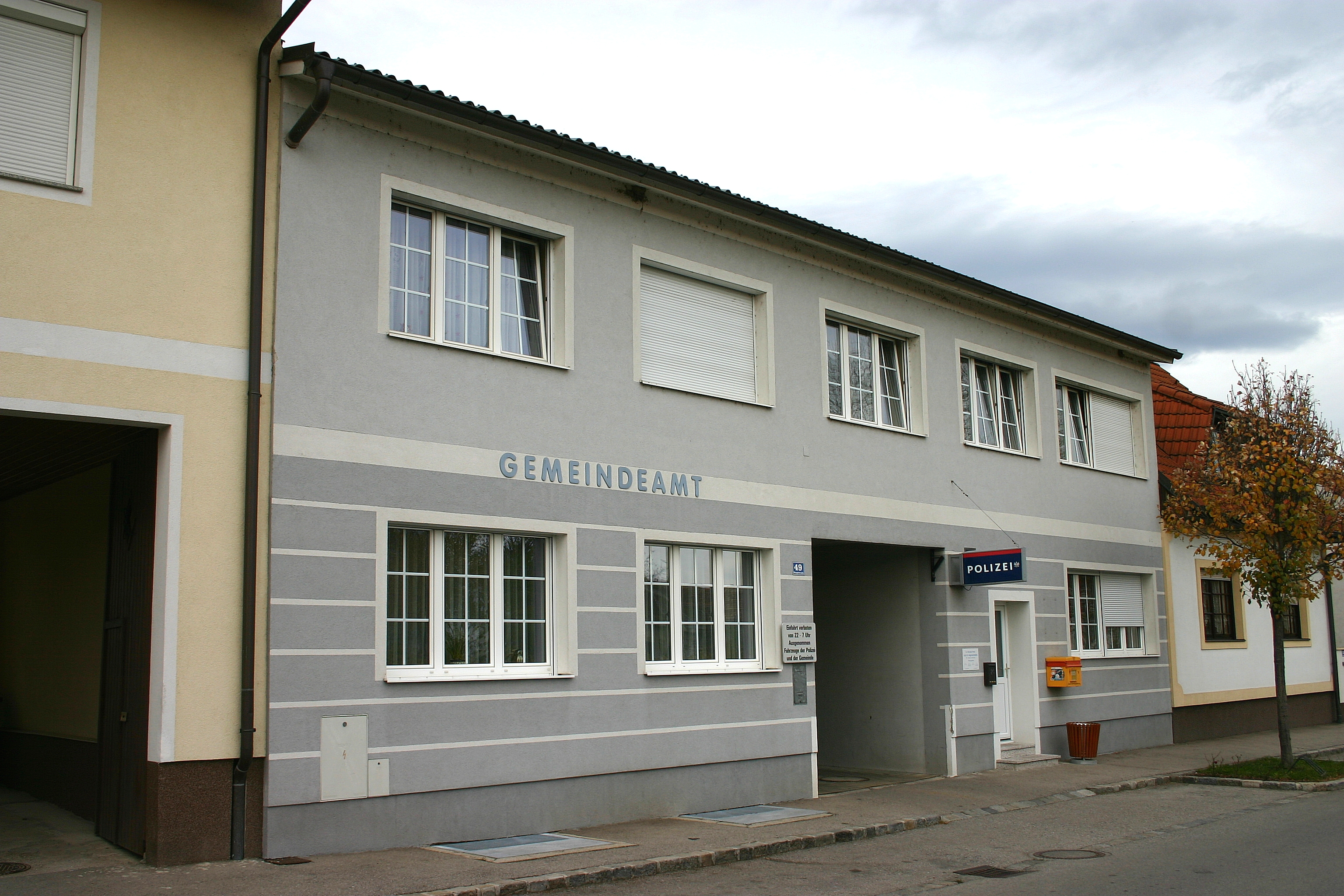
Gemeindeamt im Ortsteil Zemendorf

Dem Gemeindevorstand gehören neben Bürgermeister Herbert Pinter und Vizebürgermeisterin Karin Perger auch  Carola Fuchs, Josef Prantl und Thomas Schwentenwein an.

### Bürgermeister
2002 wurde Josef Haider (ÖVP) Bürgermeister. Bei der Bürgermeisterdirektwahl 2017 wurde er mit 62,34 % der Stimmen in seinem Amt bestätigt. Sein Mitbewerber Franz Kornfehl (SPÖ) musste sich mit 37,66 % zufriedengeben.
Bei der Wahl 2022 erreichte Herbert Pinter 65,29 Prozent der Stimmen und ist seither Bürgermeister von Zemendorf-Stöttera.

#### Chronik der Bürgermeister
| von  | bis  | Bürgermeister           |
| ---- | ---- | ----------------------- |
| 1923 | 1927 | Franz Schmidtbauer (CS) |
| 1927 | 1936 | Josef Thom (CS)         |
| 1936 | 1939 | Michael Kroyer (VF)     |

| von  | bis  | Bürgermeister            |
| ---- | ---- | ------------------------ |
| 1922 | 1923 | Josef Pinter (Kommissar) |
| 1923 | 1929 | Matthias Neuberger (SP)  |
| 1929 | 1931 | Johann Köller (SP)       |
| 1931 | 1936 | Josef Haider (CS)        |
| 1936 | 1938 | Josef Ollram (VF)        |
| 1938 | 1939 | Jakob Krispel (NSDAP)    |

| von  | bis  | Bürgermeister         |
| ---- | ---- | --------------------- |
| 1939 | 1945 | Jakob Krispel (NSDAP) |
| 1945 | 1950 | Josef Ollram          |
| 1950 | 1958 | Johann Hoffmann       |
| 1958 | 1960 | Hans Bleier (SPÖ)     |
| 1960 | 1962 | Josef Glatz           |
| 1962 |      | Stefan Mangold        |

| von  | bis  | Bürgermeister            |
| ---- | ---- | ------------------------ |
| 1972 | 1977 | Franz Wrenkh (ÖVP)       |
| 1977 | 1987 | Josef Schmidtbauer (ÖVP) |
| 1987 | 1991 | Manfred Stary (SPÖ)      |

| von       | bis       | Bürgermeister        |
| --------- | --------- | -------------------- |
| 1991      | 2002      | Josef Grafl (ÖVP)    |
| 2002      | 2022      | Josef Haider (ÖVP)   |
| seit 2022 | seit 2022 | Herbert Pinter (ÖVP) |

### Wappen
Der Gemeinde wurde 2011 folgendes Wappen verliehen: Im gespaltenen Schild vorne in Blau ein goldener, vom Schildfuß ausgehender barock behelmter Kirchturm, hinten in Gold eine blaue Weinrebe von vier auswärts gewendeten Blättern und einer Traube, überhöht von einer blauen Krone.

## Persönlichkeiten
- Franz Kroyer (1901–1981), ehemalige österreichischer Politiker (ÖVP) und Landwirt
- Anna Pöpperl (1920–2002), ehemalige österreichische Politikerin (SPÖ)
- Georg Puhm (* 1941), ehemaliger österreichischer Politiker (SPÖ)
- Franz Robert Wagner (* 1944), Schauspieler und Sprecher

## Bilderbogen von Zemendorf-Stöttera

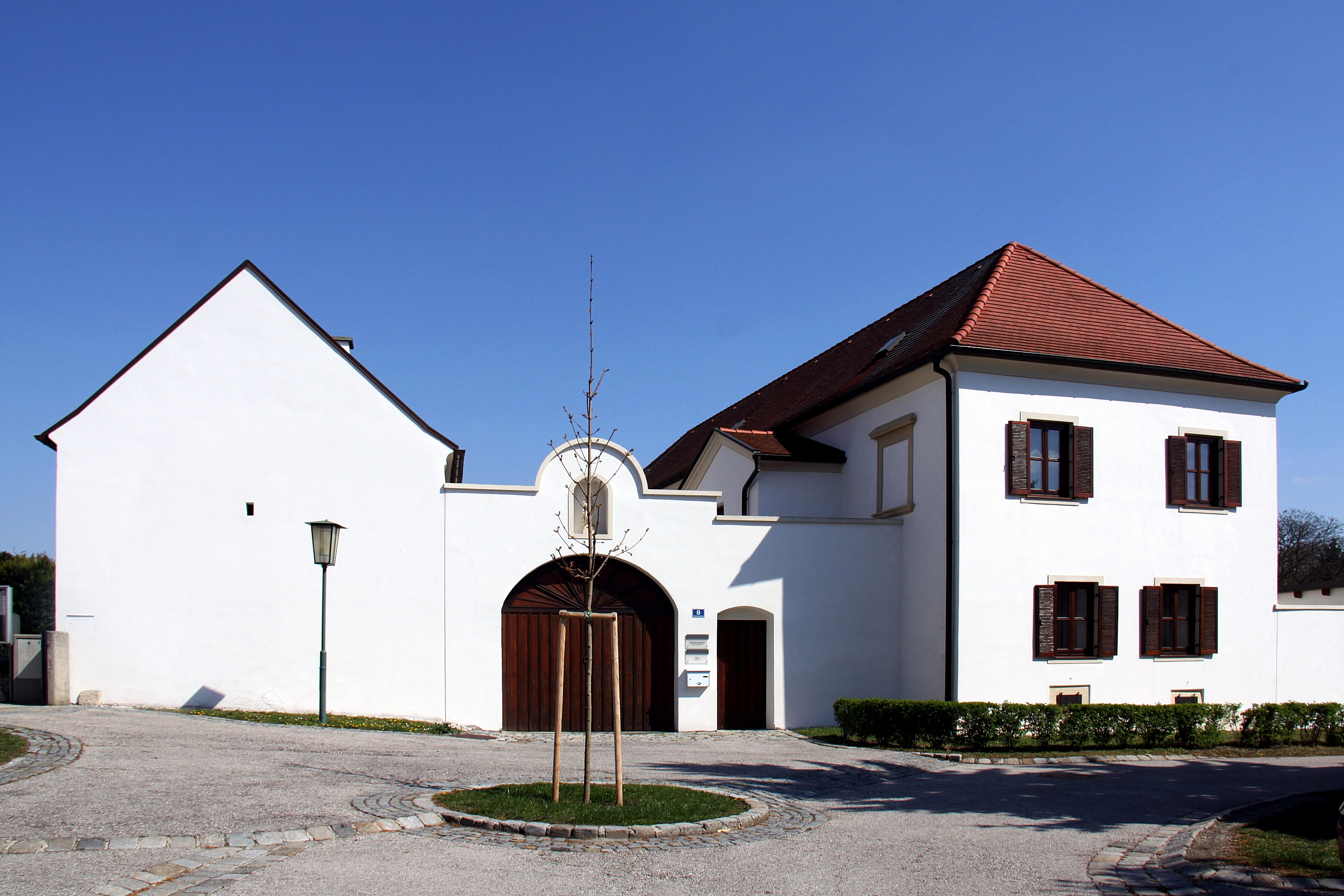
Pfarrhof in Kleinfrauenhaid
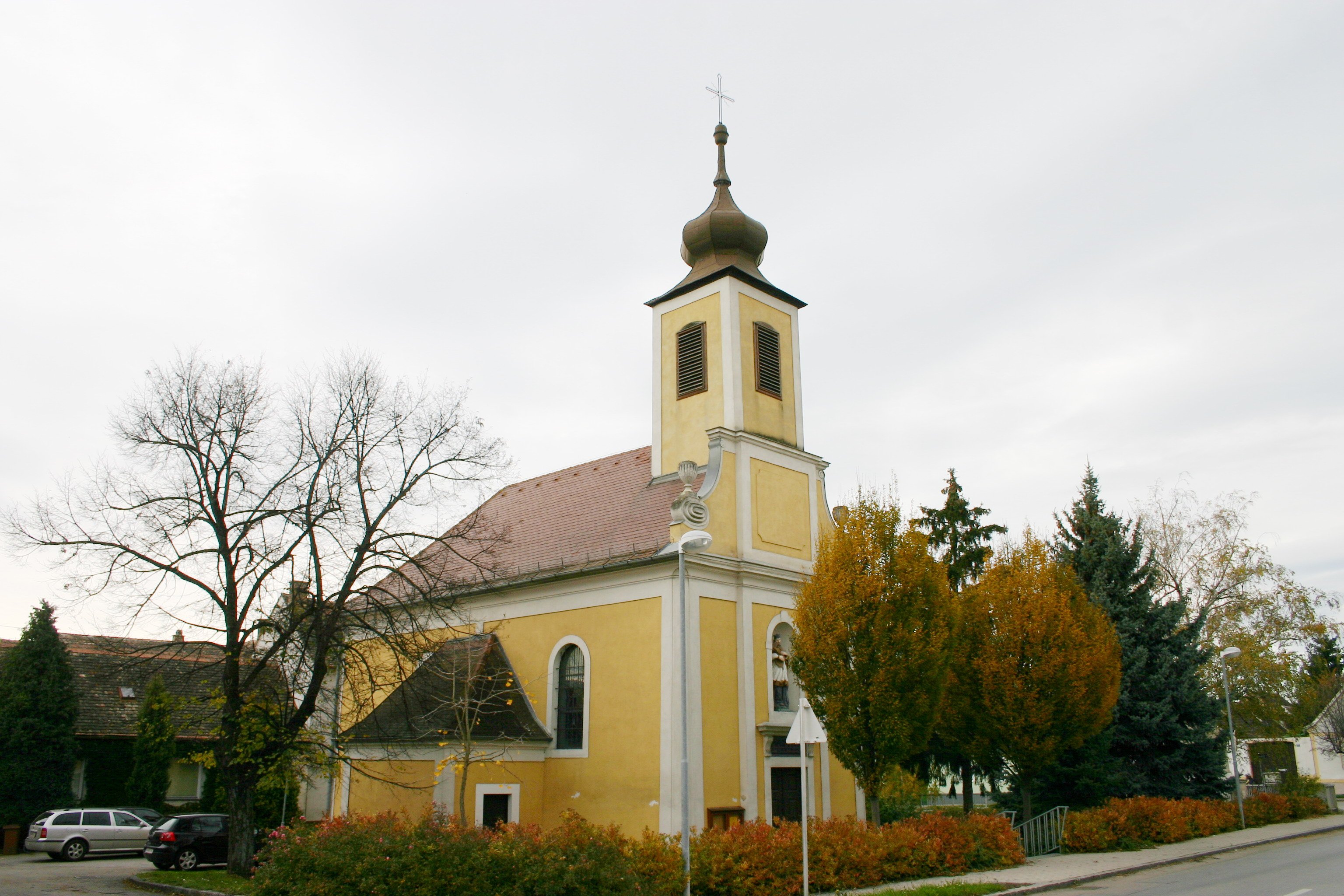
Filialkirche zum „Heiligen Michael“ in Zemendorf
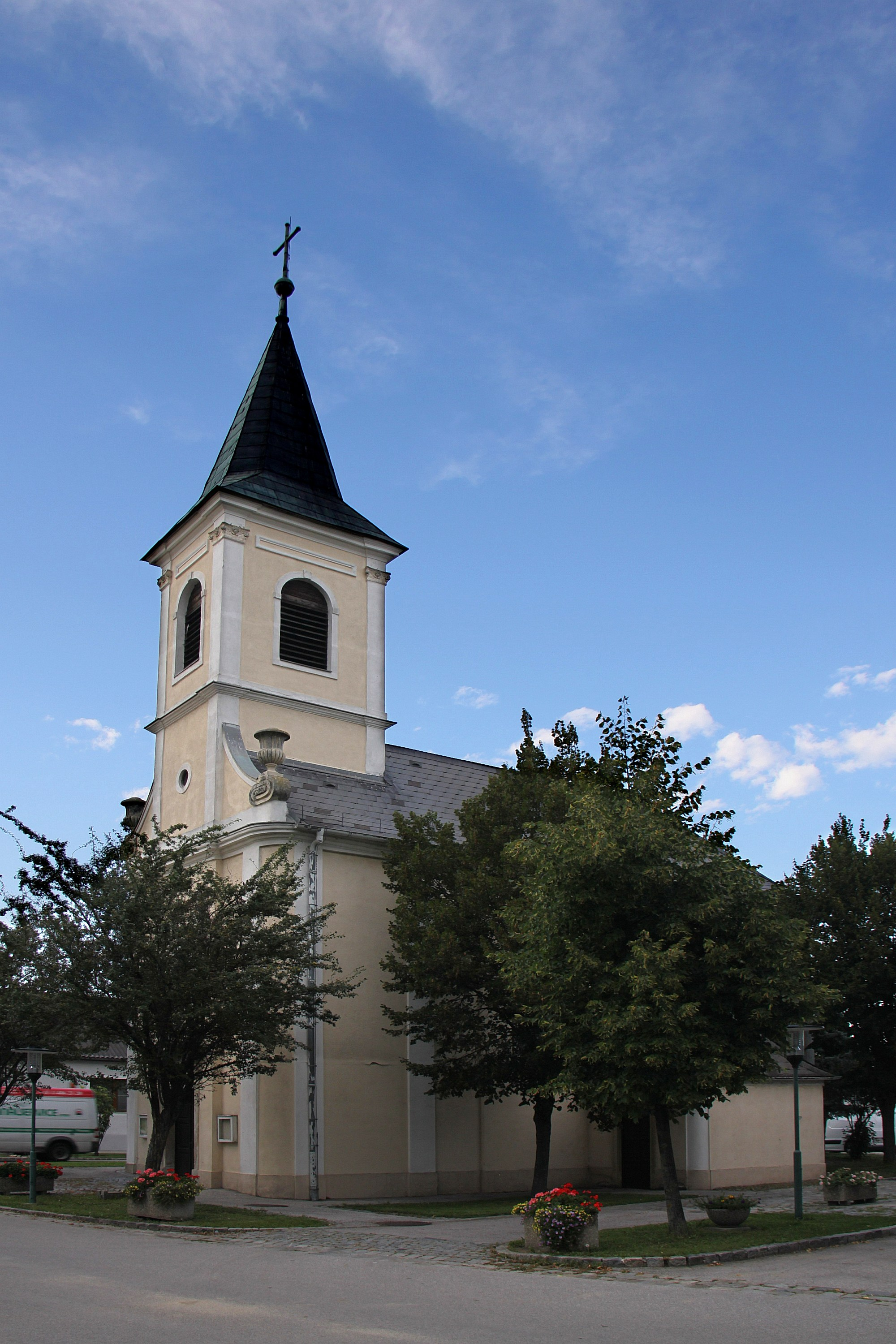
„Filialkirche Zur Kreuzerhöhung“ in Stöttera
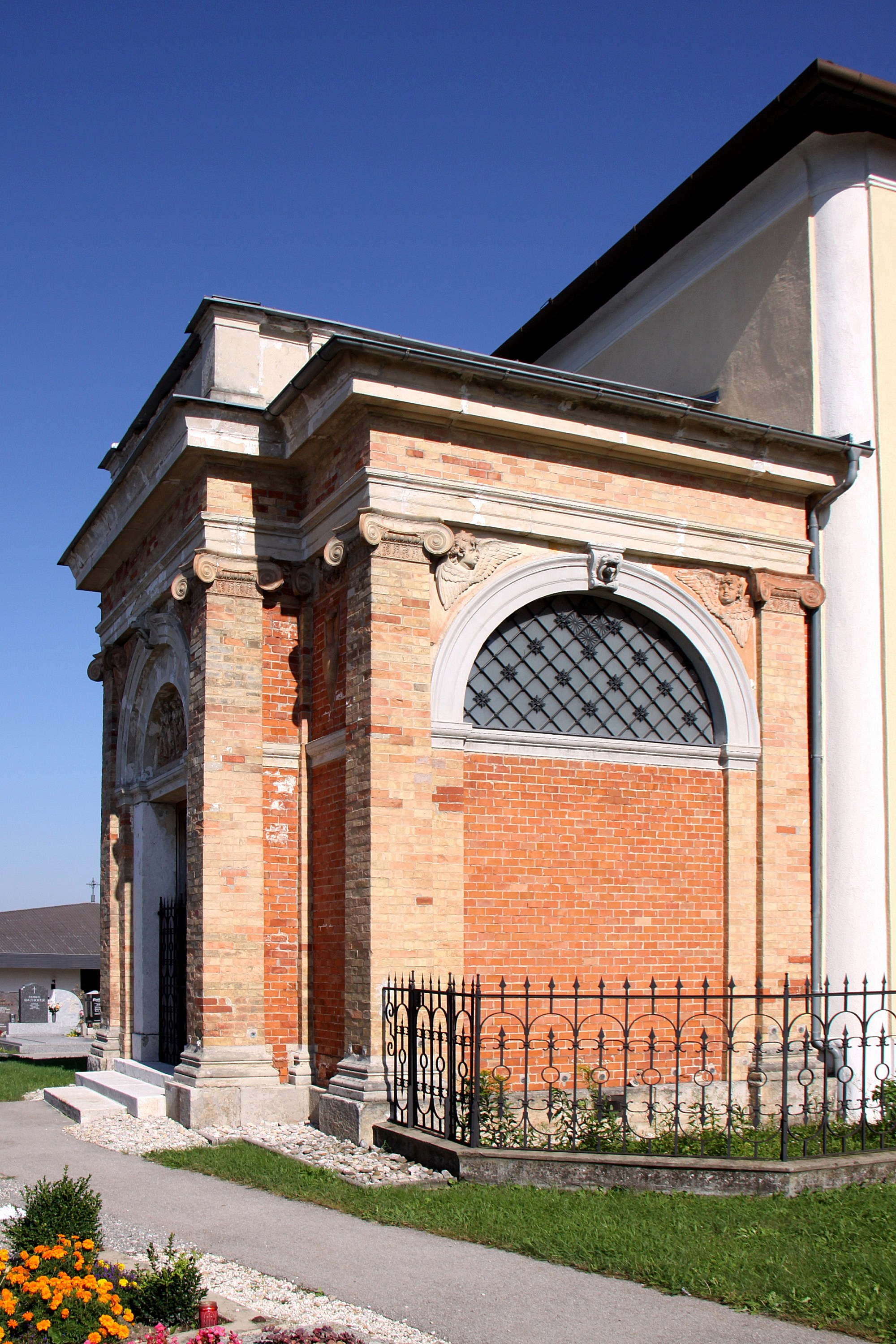
Mausoleum Rothermann in Kleinfrauenhaid
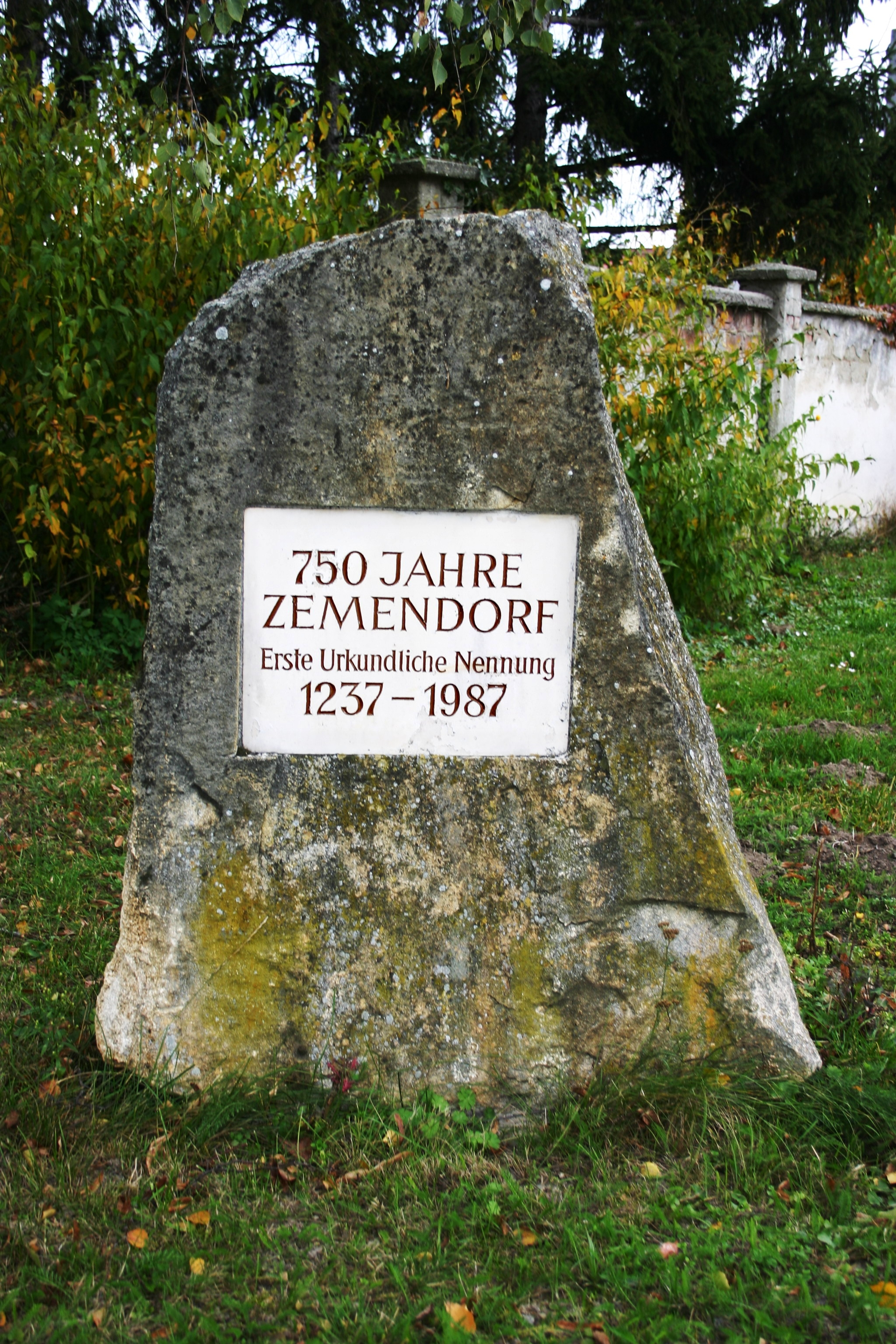
Gedenkstein anlässlich 750 Jahre Zemendorf